# 1902 en Grèce
Chronologie de la Grèce
- 1898
- 1899
- 1900
- 1901
- 1902
- 1903
- 1904
- 1905
- 1906

Cette page concerne les évènements survenus en 1902 en Grèce  :

## Évènement
- 17 novembre : Élections législatives

## Création
- Théâtre municipal de Corfou
- Nouvelle Mosquée de Thessalonique

## Naissance
- Kaísar Emmanouíl (el), poète.
- Lilý Iakovídou (el), poétesse.
- Panagiótis Kanellópoulos, Premier ministre.
- Chrístos Mántikas, athlète (400 mètres haies).
- Michaíl Melás (el), diplomate.
- Kleánthis Paleológos, athlète, entraîneur et écrivain.
- Dimitrios Papaspyrou (el), personnalité politique.
- Níkos Ploumpídis, dirigeant du Parti communiste.
- María Polydoúri, poétesse.
- Bella Raftopoulou (el), sculptrice.

## Décès
- Zosimás Esfigmenítis (el), moine érudit.
- Geórgios Ikonomídis (el), militaire.
- Athanásios Kanakáris-Roúfos, personnalité politique.
- Konstantínos Phrearítis (el), érudit.
- Procope II d’Athènes, métropolite d’Athènes et de toute la Grèce.
- Nikólaos Vókos (el), peintre.
- Theodor von Heldreich, botaniste saxon.

## Autre
- Découverte de la stèle de l'hoplitodrome, conservée au musée national archéologique d'Athènes.